# Ry Cooder (album)
| Recensione                        | Giudizio        |
| --------------------------------- | --------------- |
| AllMusic                          | [ 1 ]           |
| Robert Christgau                  | B               |
| The New Rolling Stone Album Guide | [ 3 ]           |
| Sputnikmusic                      | 4.1 (Excellent) |
| Piero Scaruffi                    | [ 5 ]           |
| Dizionario del Pop-Rock           | [ 6 ]           |
| 24.000 dischi                     | [ 7 ]           |

Ry Cooder è il primo album di Ry Cooder, pubblicato dalla Reprise Records nel novembre del 1970.

## Tracce
Lato A
1. Alimony – 2:11 (Brenda Jones, Robert Higginbotham, Welton Young)
2. France Chance – 2:45 (Joe Callicott)
3. One Meat Ball – 2:27 (Hy Zaret, Louis C. Singer)
4. Do Re Mi – 3:03 (Woody Guthrie)
5. My Old Kentucky Home (Turpentine & Dandelion Wine) – 1:45 (Randy Newman)
6. How Can a Poor Man Stand Such Times and Live ? – 2:45 (Blind Alfred Reed)

Lato B
1. Available Space – 2:11 (Ry Cooder) – Brano strumentale
2. Pigmeat – 3:07 (Huddie Ledbetter)
3. Police Dog Blues – 2:43 (Arthur Blake)
4. Goin' to Brownsville – 2:43 (Sleepy John Estes)
5. Dark Is the Night – 2:48 (Blind Willie Johnson) – Brano strumentale

## Formazione
- Ry Cooder - voce, chitarra, basso, mandolino
- Van Dyke Parks - pianoforte
- Chris Ethridge - basso (non accreditato lo strumento suonato)
- Richie Hayward - batteria (non accreditato lo strumento suonato)
- Roy Estrada - basso (non accreditato lo strumento suonato)
- John Barbata - batteria (non accreditati gli strumenti suonati)
- Max Bennett - basso (non accreditato lo strumento suonato)
- Milt Holland - batteria, percussioni (non accreditati gli strumenti suonati)
- Bobby Bruce - violino (non accreditato lo strumento suonato)
- Gloria Jones & Co. - cori (non accreditato il ruolo)

Note aggiuntive
- Van Dyke Parks e Lenny Waronker - produttori
- Judy Betz - assistente alla produzione
- Lee Herschberg, Doug Botnick, Jim Lowe, Rudy Hill e Bob Kovacs - ingegneri delle registrazioni
- Lee Herschberg - mix-down
- Kirby Johnson - conduttore orchestra (brani: Do Re Mi / Old Kentucky Home / How Can a Poor Man Stand Such Times and Live ?)[10]
- Brano: One Meat Ball arrangiato da Van Dyke Parks
- Frank Bez - fotografia copertina frontale album (fotografato al lago prosciugato di El Mirage)
- Susan Titelman - fotografia retrocopertina album
- Ed Thrasher - grafica[11]